# Réseau routier de Mayotte
Cet article présente l'histoire, les caractéristiques et les événements significatifs ayant marqué le réseau routier du département de Mayotte en France.

## Caractéristiques

### Routes nationales
| Route nationale | Longueur (en km) | Île          | Axe                                                                                             |
| --------------- | ---------------- | ------------ | ----------------------------------------------------------------------------------------------- |
| N 1             | 38               | Grande-Terre | de Mamoudzou à Mtsamboro (en passant par Koungou et Bandraboua)                                 |
| N 2             | 23.3             | Grande-Terre | de Mamoudzou à Sada (en passant par Tsararano et le col d'Ongoujou)                             |
| N 3             | 17.8             | Grande-Terre | de Tsararano à Tsimkoura (village de Chirongui) (en passant par Dembeni, Bandrele et Chirongui) |
| N 4             | 4.1              | Petite-Terre | de Dzaoudzi (embarcadère) à Pamandzi (Aéroport de Dzaoudzi-Pamandzi)                            |

### Routes départementales
En 2020, sur les axes routiers, les routes continuent de porter le sigle CCD et non D.
| Route départementale | Longueur (en km) | Île          | Axe                                                                         |
| -------------------- | ---------------- | ------------ | --------------------------------------------------------------------------- |
| D 1                  | 20               | Grande-Terre | de Mtsamboro à Coconi                                                       |
| RD1A                 | 1                | Grande-Terre | desserte de Tsingoni                                                        |
| RD1B                 | 0.5              | Grande-Terre | desserte de M'liha                                                          |
| D 2                  | 4                | Grande-Terre | de Dzoumogné à Mtsanga                                                      |
| D 3                  | 7                | Grande-Terre | de Combani à Doujani                                                        |
| D 4                  | 23               | Grande-Terre | de Tsimkoura à Chirongui (encercle la réserve forestière des Crêtes du Sud) |
| RD4A                 | 0.5              | Grande-Terre | desserte de Kanibé                                                          |
| RD4B                 | 0.5              | Grande-Terre | desserte de M'bouini                                                        |
| RD4C                 | 0.5              | Grande-Terre | desserte de Dapani                                                          |
| D 5                  | 10               | Grande-Terre | de Sada à Chirongui                                                         |
| D 6                  | 8                | Grande-Terre | de Mzouazia à Mzouazia (tour de la presqu'île de Bouéni)                    |
| D 7                  | 2                | Grande-Terre | de Chiconi à Sohoa                                                          |
| RD7A                 | 1.5              | Grande-Terre | desserte de Chiconi                                                         |
| D 8                  | 1.2              | Grande-Terre | desserte d'Ouangani                                                         |
| D 9                  | 2                | Petite-Terre | desserte des plages de Moya                                                 |
| D 10                 | 2.5              | Petite-Terre | desserte du Centre Technique des Badamiers                                  |
| RD11                 | 3                | Grande-Terre | de Tsimkoura à Kani-Kéli                                                    |
| RD11A                | 2                | Grande-Terre | desserte de Choungui                                                        |
| RD12                 | 1                | Grande-Terre | desserte de Handrema                                                        |
| RD14                 | 2                | Grande-Terre | boulevard ouest de Mamoudzou                                                |
| RD15                 | 2                | Petite-Terre | boulevard est de Labattoir                                                  |
| D 16                 | 2                | Grande-Terre | de Kahani à Chiconi                                                         |
| D 18                 | 0.2              | Grande-Terre | desserte d'Hamouro                                                          |
| D 19                 | 1                | Grande-Terre | desserte du port de Longoni                                                 |